# Tlapanečki jezici
Tlapanecan (Supanecan, Subtiaba-Tlapanec), porodica indijanskih jezika na juga Meksika i dijelovima Nikaragve i Salvadora. Ova nevelika porodica obuhvaća jezike Indijanaca Tlapanec, Subtiaba ili Maribio i Maribichicoa. Klasificira se kao dio Velike porodice Hokan. -Grupa Tlapanec raširena je Guerrerom, a jezikom govori kojih 95,000 ljudi, što bi značilo da je etnička pripadnost daleko veća jer nisu obuhvaćene hispanizirane grupe domorodaca, kao ni djeca do 5 godina. 
Indijanci Subtiaba koji su govorili istoimenim jezikom u Nikaragvi, danas broje oko 9,000 duša (2005; prema UN-u) i služe se španjolskim. Njihov ogranak Maribichicoa ili Maribichicoa-Guatajigiala nastanjeni su u sjeveroistočnom Salvadoru, hispanizirani su i nestali. -Po novijoj klasifikaciji član je porodice Oto-Manguean.

## Jezici
Obuhvaća 5 jezika

## Vanjske poveznice
- Ethnologue (14th)
- Ethnologue (15th)

- Language Family Trees: Subtiaba-Tlapanec